# Élections parlementaires somaliennes de 2016
Les élections législatives de Somalie se déroulent en octobre et novembre 2016.
Initialement, les membres de la Chambre haute du Parlement fédéral de Somalie devaient être élus le 10 octobre et les membres de la Chambre du peuple devaient être élus les 23 octobre et 10 novembre 2016. Il s'agissait des premières élections depuis 1984, et le nouveau Parlement devait élire le président le 30 octobre suivant,. Cependant, l'élection présidentielle a été retardée pour finalement se tenir le 8 février 2017, lorsque les députés et les sénateurs ont élu Mohamed Abdullahi Mohamed comme président.
La guerre civile en cours empêche la tenue d'une élection des membres du Parlement au suffrage universel et, à la place, une élection indirecte a lieu, avec 14 025 délégués, eux-mêmes nommés par les anciens des clans.

## Contexte
Les mandats du Parlement et du gouvernement somalien, nommés en 2012, expirent en 2016. D'après le président somalien, ces élections seront « libres et honnêtes ».
En 2012, seuls 135 anciens faisaient partie du processus électoral. Pour les élections de 2016, le nombre a été porté à 14 025,. Seul un suffrage limité a été accordé car le modèle électoral s'appuyait sur les anciens du clan et les représentants de communautés plutôt que sur un scrutin universel.

## Modes de scrutin
Les 54 membres de la Chambre haute sont élus par les membres des assemblées locales.
Les 275 membres de la Chambre du peuple sont élus par 14 025 délégués originaires de différentes régions du pays. Chaque député est élu par un collège électoral de 51 personnes nommées par 135 anciens. Parmi les 51 délégués, 16 sont censés être des femmes, 10 des jeunes et les 25 autres des membres de la société civile. Parmi les 275 députés, 69 sont choisis à Baidoa tandis que les autres proviennent d'autres villes.